# Косенки
Косенки́ — село в Україні, у Коровинській сільській громаді Роменського району Сумської області. Населення становить 177 осіб. До 2017 року орган місцевого самоврядування — Томашівська сільська рада.

## Географія
Село Косенки знаходиться за 1,5 км від правого берега річки Бишкинь. На відстані в 1,5 км розташовані села Томашівка і Закроівщина. Село оточене лісовим масивом (дуб).

## Історія
- 12 червня 2020 року, відповідно до розпорядження Кабінету Міністрів України № 723-р «Про визначення адміністративних центрів та затвердження територій територіальних громад Сумської області», село увійшло до складу Коровинської сільської громади[1].
- 19 липня 2020 року, в результаті адміністративно-територіальної реформи та ліквідації  Недригайлівського району, громада увійшла до складу новоутвореного Роменського району[2].

## Політика

### Парламентські вибори, 2019
На позачергових парламентських виборах 2019 року у селі функціонувала окрема виборча дільниця № 590392, розташована у приміщенні фельдшерсько-акушерського пункту.
Результати
- зареєстровано 63 виборці, явка 82,54%, найбільше голосів віддано за Радикальну партію Олега Ляшка — 23,53%, за «Слугу народу» — 17,65%, за «Опозиційну платформу — За життя» — 15,69%[3]. В одномандатному окрузі найбільше голосів отримав Анатолій Кобзаренко (самовисування) — 26,92%, за Віктора Ладуху (Всеукраїнське об'єднання «Батьківщина») і Ігоря Шкурата (самовисування) — по 19,23%[4].